# Kedisan (Kintamani)
Kedisan is een bestuurslaag in het regentschap Bangli van de provincie Bali, Indonesië. Kedisan telt 1173 inwoners (volkstelling 2010).